# Université de Virginie-Occidentale
L'université de Virginie-Occidentale (en anglais : West Virginia University ou WVU) est une université américaine située à Morgantown dans l'État de Virginie-Occidentale.

## Historique
Fondée le 7 février 1867 sous le nom Agricultural College of West Virginia, l'université de Virginie-Occidentale comptabilise 32 593 étudiants en 2012 (dont 29 707 sur le campus principal de Morgantown).

## Affaire Volkswagen
Début 2014, l'université est mandatée par l'ONG International Council on Clean Transportation afin d'étudier les émissions des moteurs diesels en condition de conduite normale, avec l'intention de démontrer aux européens que les diesels américains, parce que soumis à des règles plus strictes, pouvaient être peu polluants. Elle effectue des tests en conditions de circulation réelles sans parvenir à reproduire les émissions annoncées par le groupe Volkswagen,,. Ces tests seront à l'origine de l'affaire Volkswagen.

## Galerie

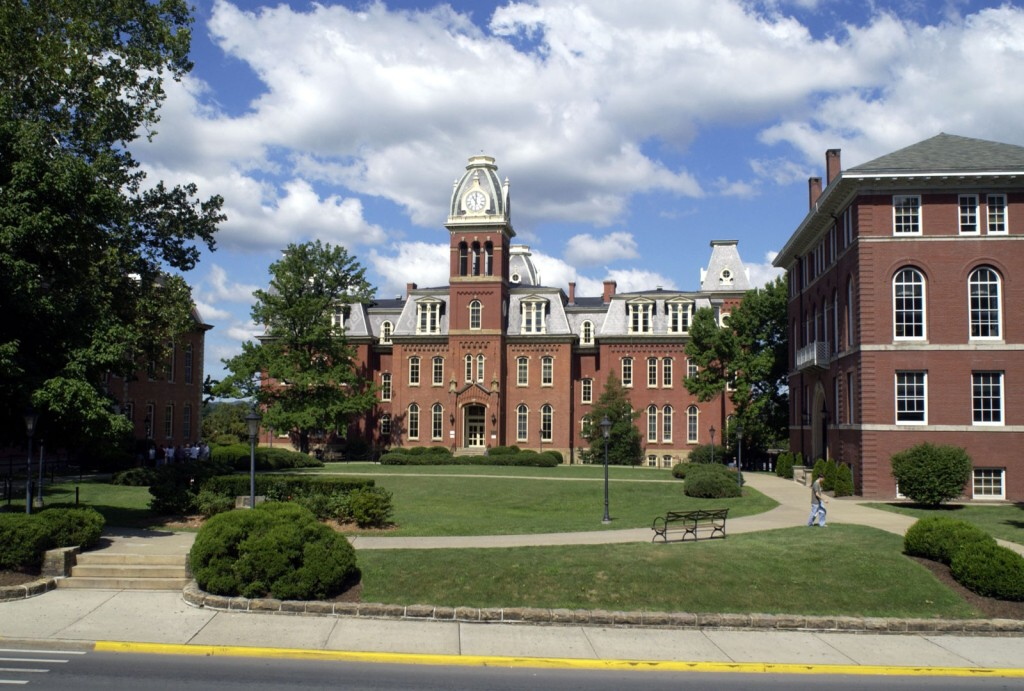
Woodburn Hall, l'un des plus anciens bâtiments de l'université
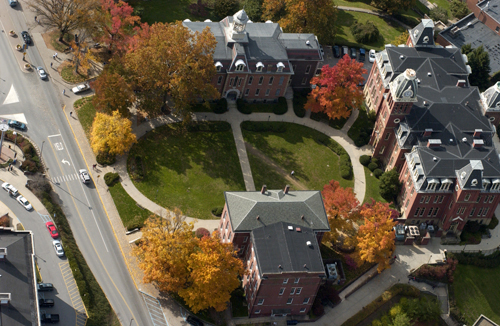
Woodburn Circle
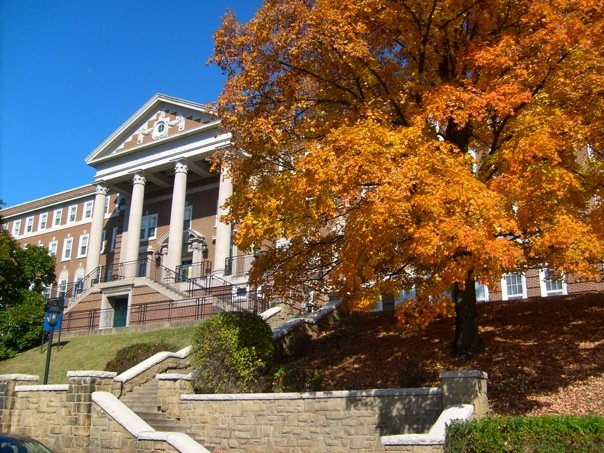
Stalnaker Hall
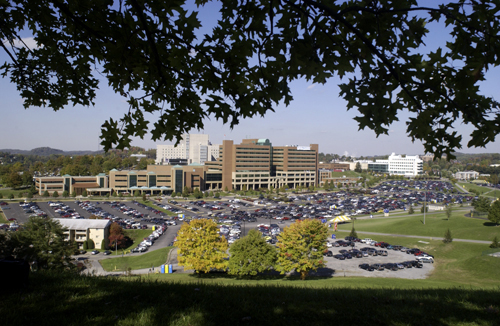
Health Sciences Campus
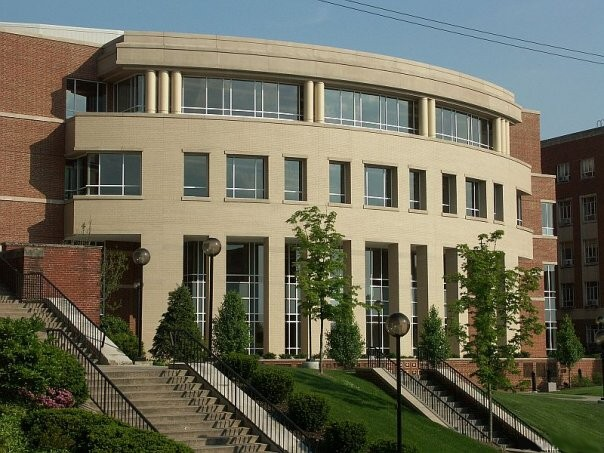
Wise Library, la plus grande bibliothèque de l'université